# Сункуев, Борис Семёнович
Бори́с Семёнович Сунку́ев (30 августа 1938, Чита — 3 апреля 2024, Витебск) — учёный, специалист в области синтеза рычажных механизмов и машин и аппаратов лёгкой промышленности, профессор (1986), доктор технических наук (1985), заведующий (1971—2016) кафедрой машин и аппаратов лёгкой промышленности  УО «Витебский государственный технологический университет».

## Биография
В 1960 году окончил Московский технологический институт лёгкой промышленности.
В 1960—1962 годах — инженер-конструктор Подольского механического завода.
В 1962—1965 годах — аспирант с отрывом от производства, Московский технологический институт лёгкой промышленности. Научным консультантом при написании кандидатской диссертации был профессор Черкудинов С. А.
В 1965—1971 годах — ассистент, старший преподаватель, доцент, зав. кафедрой Восточно-Cибирского технологического института (г. Улан-Удэ).
С 1971 года по 2016 год — заведующий кафедрой «Машины и аппараты лёгкой промышленности» УО «Витебский государственный технологический университет».
Умер 3 апреля 2024 года в Витебске в возрасте 85 лет.

## Награды, премии
- Медаль «В ознаменовании 100-летия со дня рождения В. И. Ленина»;
- Знак «Победителю соцсоревнования за 1977 год»;
- Почётная Грамота Президиума Верховного Совета БССР.

## Основные достижения, труды, произведения
Опубликовано 4 учебных пособия, 2 учебника, рекомендованных министерством образования Белоруссии, 2 книги, 240 научных и методических работ, 30 авторских свидетельств и патентов РФ, РБ и СССР. На 2014 год подготовлено 8 кандидатов технических наук.
- Расчёт и конструирование машин и аппаратов : учебник / Б. С. Сункуев. — Витебск : УО «ВГТУ», 2014. — 168 с.
- Расчёт и конструирование типовых машин лёгкой промышленности : учебник / Б. С. Сункуев. – Витебск : УО «ВГТУ», 2015. — 198 с.